# 浅草社
浅草社是中华民国一个文学社团，因《浅草》刊物而得名。

## 历史
1922年春季，浅草社在上海成立，主要建立者是林如稷、陈炜谟、陈翔鹤、冯至。10月，林如稷出国，浅草社开始松散。
1925年，《浅草》停刊，浅草社解散。

## 内容
浅草社主要是刊行小说，尤其是抒情小说。